# Hukkle
Hukkle é um filme húngaro de 2002, dirigido por György Pálfi. 
Foi selecionado como representante da Hungria à edição do Oscar 2003, organizada pela Academia de Artes e Ciências Cinematográficas.

## Elenco
- Ferenc Bandi - Csuklik
- Józsefné Rácz
- József Forkas
- Ferenc Nagy
- Ferencné Virág
- Mihályné Király
- Mihály Király
- Eszter Ónodi
- Attila Kaszás
- Szimonetta Koncz
- Gábor Nagy
- Jánosné Gyõri
- Edit Nagy
- János F. Kovács